# Nam Sơn, Hoàng Su Phì
Nam Sơn là một xã cũ thuộc huyện cũ Hoàng Su Phì, tỉnh Hà Giang, Việt Nam.

## Địa lý
Xã Nam Sơn có vị trí địa lý:
- Phía đông giáp các xã Nậm Dịch, Nậm Ty, Thông Nguyên
- Phía tây giáp xã Hồ Thầu
- Phía nam giáp xã Thông Nguyên và xã Nậm Khòa.
- Phía bắc giáp xã Nậm Dịch.

Xã Nam Sơn có diện tích 32,75 km², dân số năm 2019 là 2.376 người, mật độ dân số đạt 97 người/km².

## Hành chính
Xã Nam Sơn được chia thành 8 thôn bản: 1 Lê Hồng Phong, 2 Lê Hồng Phong, 3 Lê Hồng Phong, 4 Nậm Ai, 5 Nậm Ai, 6 Seo Phìn, 7 Lùng Thàng, 8 Tả Phìn.